# Thecla moncus
Thecla moncus är en fjärilsart som beskrevs av Fabricius 1781. Thecla moncus ingår i släktet Thecla och familjen juvelvingar. Inga underarter finns listade i Catalogue of Life.